# Johnny Galecki
John Mark "Johnny" Galecki (n. 30 aprilie 1975, Bree, Flandra, Belgia) este un actor american. Este cunoscut pentru rolurile sale ca David Healy în sitcomul Roseanne, Rusty Griswold în National Lampoon's Christmas Vacation și ca Leonard Hofstadter, în sitcomul Teoria Big Bang.

## Copilăria și începutul carierei
A devenit binecunoscut pentru rolul David Healy în sitcomul Roseanne, Rusty Griswold în National Lampoon's Christmas Vacation și ca Leonard Hofstadter în sitcomul Teoria Big Bang. S-a născut în Belgia, la Bree și are în familie italieni, polonezi și irlandezi. Mama sa, Mary Lou, era agent de asigurări, iar tatăl său era înrolat în armata Statelor Unite ale Americii. Are un frate mai mic, Nick și o soră mai mică, Allison. S-a mutat cu familia sa la Oak Park, în Illinois, la vârsta de trei ani. De mic copil a scris nuvele și povestiri, iar cele mai dragi amintiri ale sale sunt legate de mama, cu care avea o relație specială, a declarat el pentru un post de radio din Noua Zeelandă. Pentru că îi plăcea să își povestească scrierile când era mic, mama sa juca cu el "jocul tăcerii", în care era premiat dacă tăcea mai mult decât tăcea mama sa. Își amintește despre ea că era iubitoare, iar una dintre propozițiile ei cel mai des întâlnite era "Te iubesc, te iubesc, dar ieși afară!".

## Filmografie

### Film
| An   | Film                                  | Rol                      | Note                      |
| ---- | ------------------------------------- | ------------------------ | ------------------------- |
| 1987 | Murder Ordained                       | Doug Rule                | film de televiziune       |
| 1988 | A Night in the Life of Jimmy Reardon  | Toby Reardon             |                           |
| 1989 | Prancer                               | Billy Quinn              |                           |
| 1989 | National Lampoon's Christmas Vacation | Russell 'Rusty' Griswold |                           |
| 1990 | Blind Faith                           | John Marshall            | film de televiziune       |
| 1990 | In Defense of a Married Man           | Eric                     | film de televiziune       |
| 1991 | Backfield in Motion                   | Tim Seavers              | film de televiziune       |
| 1993 | A Family Torn Apart                   | Daniel Hannigan          | film de televiziune       |
| 1994 | Without Consent                       | Marty                    | film de televiziune       |
| 1996 | Murder at My Door                     | Teddy McNair             | film de televiziune       |
| 1997 | Bean                                  | Stingo Wheelie           |                           |
| 1997 | Suicide Kings                         | Ira Reder                |                           |
| 1997 | I Know What You Did Last Summer       | Max Neurick              |                           |
| 1998 | The Opposite of Sex                   | Jason Bock               |                           |
| 2000 | Playing Mona Lisa                     | Arthur                   |                           |
| 2000 | Bounce                                | Seth                     |                           |
| 2001 | Morgan's Ferry                        | Darcy                    |                           |
| 2001 | Vanilla Sky                           | Peter Brown              |                           |
| 2003 | Bookies                               | Jude                     |                           |
| 2004 | Chrystal                              | Barry                    |                           |
| 2004 | White Like Me                         | Marcus                   | film scurt                |
| 2005 | Happy Endings                         | Miles                    | rol necreditat            |
| 2007 | Who You Know                          | David                    | film scurt                |
| 2008 | Hancock                               | Jeremy                   | apariție scurtă           |
| 2009 | Table for Three                       | Ted                      | producție Direct-pe-video |
| 2011 | În timp                               | Borel                    |                           |

- Avertizarea 3 (2017)